# El Baix Guinardó
El Baix Guinardó es un barrio de la ciudad española de Barcelona. Este barrio es uno de los once que conforman el distrito barcelonés de Horta-Guinardó.
La accesibilidad al barrio cuenta con diversas líneas de Autobús urbano de Barcelona, y también de la estación de metro Alfons X de Transportes Metropolitanos de Barcelona (TMB).
Cuenta con diferentes espacios como el Parque de las Aguas, la Biblioteca Guinardó Mercè Rodoreda, Can Móra, actualmente sede del distrito de Horta-Guinardó.